# John Hicks
Sir John Richards Hicks (Warwick, West Midlands, 1904. április 8. – Blockley, Gloucestershire, 1989. május 20.) brit közgazdász. 1972-ben Kenneth Arrow-val közösen közgazdasági Nobel-emlékdíjat kaptak, „a gazdasági egyensúly általános elméletével és a jólét elméletével kapcsolatos úttörő munkájukért”.

## Életrajz
John Hicks 1904-ben született az angliai Warwickban. Szülei Dorothy Catherine (Stephens) és Edward Hicks, egy helyi újságnak az újságírója. 1917 és 1922 között a Clifton College-ban, majd 1922 és 1926 között az oxfordi Balliol College-ban tanult, amit matematikai ösztöndíjakból finanszírozott. Iskolai évei alatt és első oxfordi évei alatt matematikára specializálódott, azonban érdeklődött az irodalom és a történelem iránt is. 1923-ban átkerült a filozófia, politika és közgazdaságtan szakra, az „új iskolába”, amely éppen akkoriban indult Oxfordban.
1926-ól 1935-ig a London School of Economicson tartott előadásokat. Ezt követően munkaügyi közgazdászként kezdett dolgozni, kezdetben a munkaügyi kapcsolatok leíró jellegű munkáját végezte, de fokozatosan áttért az elemző oldalra.
1935-ben házasodott össze Ursula Webb-bel.

## Magyarul megjelent művei
- John R. Hicks: Érték és tőke: A keynesi gazdaságtan válsága. (magyarul) Hegedüs József (fordító), Lengyel György (fordító); Mátyás Antal (bevezető). Budapest: Közgazdasági és Jogi Könyvkiadó. 1978.   439. o. ISBN 9632206347

## Fordítás
- Ez a szócikk részben vagy egészben  a   John Hicks című angol Wikipédia-szócikk ezen változatának fordításán alapul.  Az eredeti cikk szerkesztőit annak laptörténete sorolja fel. Ez a jelzés csupán a megfogalmazás eredetét és a szerzői jogokat jelzi, nem szolgál a cikkben szereplő információk forrásmegjelöléseként.